# 烏克蘭憲兵
烏克蘭憲兵（烏克蘭語：Військова служба правопорядку у Збройних Силах України (ВСП)）是乌克兰武装部队中的宪兵部隊。它成立于2002年5月19日。 
烏克蘭憲兵曾參與伊拉克戰爭，當時他们驻扎於伊拉克的瓦西特省。